# Danza de Negritos y Las Pallitas
La Danza de Negritos y Las Pallitas de la costa central del Perú, son dos danzas complementarias, es una manifestación cultural de los pueblos de la costa al sur de Lima en Perú (Cañete, Chincha, Ica, y Nazca). Su complejidad radica en las características de su propia formación: la constitución de una cultura popular criolla a partir de la ruptura de la cultura española, la africana y la andina, y a un largo proceso de síntesis en condiciones conflictivas de dominación y dependencia.

## La Danza De Los Negritos
Las Danzas de Negritos existen en muchos pueblos del Perú, tanto de la costa como de la sierra, sin embargo la "Danza de Negritos y Pallitas de la costa central del Perú" presenta características que la distinguen. Se cantan melodías de pentatonía andina, con versos de villancicos españoles y se zapatea con rítmica de ascendencia africana. Se desconoce exactamente la fecha y lugar de su origen. Esta danza se practica en la época de Navidad entre el nacimiento de Jesús y el 6 de enero en que se celebra el Día de Reyes. Desde la década de 1950 se añadió el homenaje a La Melchorita, culto popular que se manifiesta el 6 de enero en el santuario ubicado en el distrito de Grocio Prado (Chincha).
Es una danza vigente en los sectores populares del sur de Lima, bailada por mestizos, cholos, zambos, y no solamente por negros. Sin embargo, hay una fuerte presencia de descendientes africanos en esta parte del Perú.

### Villancicos españoles
La hegemonía de la cultura occidental y cristiana durante la época colonial se ejerce especialmente y de manera efectiva a través de la Iglesia católica. Entre la Navidad y la Bajada de Reyes se festejaba con danzas y música, la incorporación de nuevos cristianos.
Allí nacen las Danzas de Negritos que existen en el Perú. El término "negro" no aludía al color de la piel sino a que se llamaba negro o moro a los no bautizados. Las referencias a la esclavitud fueron incorporadas posteriormente.
La danza de negritos fue transformada en cada región. En algunas se pierden los textos y se baila con banda de metales, como en Huánuco y otros departamentos de la sierra, añadiéndoles otros personajes que dan testimonio de la historia regional o local. Así lo señalan los investigadores Pulgar Vidal, Pavletich y Vizcaya, en su Antología de negritos, de 1973.
En los pueblos del sur de Lima permanecieron los cantos de adoración al Niño, con textos de villancicos españoles, como se puede ver en las distintas mudanzas, como "Contradanza", "El Divino", "Pastorcillo", "Arrollamiento", "Hoy cantemos y bailemos", que componen la Danza de Negritos.

### Africanidad en la Danza de Negritos
La población de ascendencia africana en el sur de Lima, incorpora a la danza un tipo de zapateo de gran riqueza rítmica. Se zapatea colectivamente luego de cada estrofa cantada. También se zapatea individualmente en contrapunto o competencia.
Los patrones rítmicos del zapateo y su complejidad nos muestran la continuidad de este importante elemento cultural de procedencia africana. Y cabe la hipótesis de que en este zapateo se encuentren patrones rítmicos derivados de la música que se hacía en tambores.
Las condiciones sociales de esclavitud, y las condiciones geográficas de aridez de la costa peruana, determinaron la pérdida de instrumentos musicales como tambores y marimbas. Es posible que la rítmica que se ejecutaba en esos instrumentos se trasladase a una ejecución corporal. Se puede considerar el zapateo como un instrumento musical y no solamente como parte del baile o coreografía.
En todas las mudanzas o canciones de la danza de negritos, que son más de 30, se zapatea, cada una con patrones rítmicos específicos. También hay variantes e improvisación sobre todo cuando hacen "pasadas en contrapunto".

### Trabajo campesino y esclavitud
La incorporación de nuevos textos diversifica la temática de la danza de Negritos. Nuevas mudanzas hacen alusión, abierta o sutilmente, al trabajo en el campo y a la situación de esclavitud. 
El maestro Amador Ballumbrosio, violinista y Caporal de la danza de Negritos explica que en la canción "Zancudito" se relaciona la picadura del zancudo con el dolor de un latigazo:

"[...] cuando uno está medio flojo y no quiere trabajar, una picadura de zancudo lo hace saltar a uno".
Amador Valleumbrosio#GGC11C

En algunas versiones de la danza como en el grupo el Hatajo de Sunampe, la familia Torres expresa que es preferible el "cuarto oscuro" o calabozo a los latigazos.

### "Las serranitas"
Con melodía andina, también forman parte de la danza de Negritos las "Serranitas", con temática amorosa. Algunos versos corresponden al cancionero popular español y se encuentran también en otros países latinoamericanos.
Tanto en la Danza de Negritos, como en otras de la costa peruana se observa cómo la hegemonía cultural española se hizo efectiva imponiendo, entre otras cosas, las prácticas artísticas. Una forma de dominio ideológico que implicaba a su vez reprimir o prohibir, censurando y persiguiendo las prácticas culturales de las poblaciones de procedencia africana y de los indígenas peruanos.
Ninguna de las tres vertientes culturales era homogénea, menos aún en sus expresiones populares. Las nuevas condiciones socioeconómicas, de esclavitud colonial, fraccionaron aún más los grupos sociales y sus culturas, sometiendo a negros e indios.
Sin embargo, tanto las poblaciones de procedencia africana como las indígenas, transformaron la música y danza hispanas imprimiéndoles un carácter nuevo, gestando así una personalidad cultural propia, que ahora podemos identificar como lo criollo popular de la costa peruana.
La cultura costeña peruana, es el resultado de un largo proceso, que se inicia con la ruptura de las culturas originales, y prosigue con la formación o construcción de una nueva identidad sociocultural que responde a las nuevas condiciones de vida. Una identidad con características sui géneris debido a la presencia conflictiva de tres culturas: española, africana e indígena.